# The Long Kiss Goodnight
The Long Kiss Goodnight (Despertar de um pesadelo, no Brasil; A Profissional, em Portugal) é um filme norte-americano de 1996, dos gêneros ação e suspense, dirigido por Renny Harlin, escrito e produzido por Shane Black e estrelado por Geena Davis e Samuel L. Jackson. Este é o 2º filme em que Renny Harlin e Geena Davis, casados na época, trabalharam juntos. O anterior foi Cutthroat Island. O roteiro de The Long Kiss Goodnight foi vendido por US$ 3 milhões. Foi, na época, a maior quantia já paga por um roteiro.
Uma das locações do filme foi um hotel histórico, localizado no Distrito Municipal de Muskoka, Ontario, no Canadá. Durante as filmagens o hotel passou por um incêndio, sendo que uma das possíveis causas foi o calor gerado pelas luzes usadas nas filmagens. Apesar da desconfiança, nunca foi provado que o incêndio teve início devido a este motivo. Após o incêndio as filmagens foram transferidas para Collingwood, em Ontario, até que o hotel fosse reconstruído. A música "Let It Snow, Let It Snow, Let It Snow", de Dean Martin, é tocada no rádio do carro de Samantha. Esta mesma música aparece no final de Die Hard 2, também dirigido por Renny Harlin. O filme que aparece na TV do hotel é The Long Goodbye de 1973. Em um corte prematuro Mitch Henessey morria, mas em uma exibição teste um membro da platéia gritou: Você não pode matar Sam Jackson! e Harlin mudou o corte final para que seu personagem sobrevivesse. Samuel L. Jackson afirmou que The Long Kiss Goodnight é seu filme favorito para assistir em que ele esteve.
No lançamento de abertura do filme, arrecadou US$ 9,065,363 de 2,245 cinemas, ficando em terceiro lugar para os filmes lançados naquele fim de semana. Nos Estados Unidos e no Canadá, o filme arrecadou US$ 33,447,612. Internacionalmente ganhou US$ 56,009,149 para um total de US$ 89,456,761. Renny Harlin culpou o fraco desempenho do filme por anúncios confusos, mas Shane Black imaginou se poderia ter sido mais bem sucedido se fosse estrelado por um homem: “Poderia ter ganho mais dinheiro. Eles me disseram: 'Não coloque um homem nisso' ”.
Por outro lado, o filme recebeu principalmente críticas positivas. Ele detém uma taxa de aprovação de 69% no Rotten Tomatoes com base em 54 avaliações. As audiências pesquisadas pelo CinemaScore deram ao filme um grau mediano de "A-" em uma escala A+ a F.
Christine James da revista Boxoffice deu ao filme 3 e meio de 5 estrelas, chamando-o de "muito divertido", mas acreditando que existem algumas fraquezas no roteiro. Roger Ebert deu ao filme 2 e meio de 4 estrelas, afirmando: "Eu o admirei como um exemplo de habilidade, mas o que um monte de tempo e dinheiro para gastar em algo sem substância real". Em 2014, a revista Time Out entrevistou vários críticos de cinema, diretores, atores e atores para listar seus principais filmes de ação. The Long Kiss Goodnight foi listado no 82º lugar nesta lista.
Originalmente, a última página do roteiro original de Black em 1994 afirmava que haveria uma sequência chamada The Kiss After Lightning, que nunca aconteceu. Uma possível sequência está em andamento desde 2007, mas nada definitivo havia sido divulgado em novembro de 2017.

## Sinopse
Samantha Caine (Geena Davis) é uma professora de uma cidade pequena, vivendo com seu namorado Hal (Tom Amandes) e sua filha Caitlin (Yvonne Zima). Oito anos antes, ela foi encontrada em terra em uma praia de Nova Jersey, grávida de Caitlin e totalmente com amnésia. Tendo nunca se lembrado de seu nome real, "Samantha" contratou inúmeros investigadores particulares ineficientes para descobrir seu passado, sendo que o mais recente deles é chamado Mitch Henessey (Samuel L. Jackson). Durante as férias de Natal, Samantha está envolvida em um acidente de carro e sofre uma breve concussão; quando ela se recupera, ela descobre que possui habilidades com uma faca que ela não consegue explicar. Pouco tempo depois, a casa da família é invadida por Jack Caolho (Joseph McKenna), um condenado que escapou da prisão depois de ver o rosto de Samantha na televisão. Samantha demonstra sua coragem de combate matando Jack com as mãos nuas. Preocupada que ela representa um perigo para Hal e Caitlin, Samantha sai com Mitch, que encontrou uma mala pertencente a ela, para procurar respostas.
A mala contém uma nota direcionando-os ao Dr. Nathan Waldman (Brian Cox). Eles combinam de se encontrar em uma estação de trem, sem saber que os agentes do governo estão atendendo às chamadas do médico. No caminho, Samantha descobre que o fundo da mala contém um rifle Remington Model 700 desmontado, que ela pode habilmente remontar, junto com outras armas. Quando Samantha e Mitch vão encontrar Waldman na estação, eles são atacados por uma equipe de agentes que atiram em numerosos espectadores, mas os dois escapam com a ajuda de Waldman. O médico informa a Samantha que ela é realmente uma especialista da CIA e assassina, Charlene Elizabeth "Charly" Baltimore, que havia desaparecido oito anos antes. Não tendo certeza se eles podem confiar em Waldman, Samantha e Mitch o deixam para trás e procuram outro contato chamado em uma nota na mala, Luke (David Morse), acreditando que ele pode ser o pai de Caitlin.
Waldman os alcança e tenta avisá-los que Luke é o último alvo de assassinato de Charly, "Daedalus". No entanto, Luke mata o Dr. Waldman, em seguida, prende Samantha a uma roda d'água e a tortura submergindo-a repetidamente em água gelada. Enquanto está debaixo d'água, ela finalmente se lembra de sua vida passada. Samantha se liberta, mata Luke e foge com Mitch. Samantha completa sua transformação física de volta para Charly, cortando seu cabelo e pintando de loiro platinado. Charly percebe que sua personalidade de "Samantha Caine" era um disfarce para se aproximar de Daedalus oito anos antes.
Um especialista em operações psicológicas chamado Timothy (Craig Bierko), com quem Charly uma vez teve um relacionamento amoroso, seqüestra Caitlin. Charly e Mitch aprendem sobre o envolvimento de Daedalus em "Project Honeymoon", que ela interrompeu em sua missão, resultando no encarceramento de Jack Caolho; "Project Honeymoon" foi planejado para ser uma detonação de uma bomba química de operação de bandeira falsa no centro de Niagara Falls, Nova York, planejada pela CIA em uma tentativa de culpar terroristas islâmicos e garantir mais financiamento. Charly percebe que um novo grupo está tramando para conter o ataque, liderado por Timothy e seu ex-chefe na CIA, Leland Perkins (Patrick Malahide). Nas Cataratas do Niágara, onde Timothy tomou Caitlin, ele captura Mitch e Charly. Ela diz a Timothy que ele é o pai biológico de Caitlin e implora que ele não machuque sua filha, mas Timothy tranca Charly e Caitlin em um freezer para matá-los.
Charly e Caitlin saem do freezer detonando barris de querosene, libertando Mitch, que ajuda Charly a atacar a área de teste. Isso força Timothy a lançar o ataque mais cedo; Enquanto isso, Caitlin se tranca em uma jaula no caminhão que leva a bomba. Charly persegue o caminhão, domina seu motorista, desvia-o de um desfile de Natal e o derruba na Ponte Internacional das Cataratas do Niágara, que leva ao Canadá. Charly liberta Caitlin, mas eles não podem se afastar da bomba, que está prestes a explodir, enquanto Timothy e seus agentes os atacam de um helicóptero. Mitch chega de repente em um carro, pegando Charly e Caitlin e entrando no Canadá pouco antes da explosão da bomba, que mata Timothy e suas forças e destrói a ponte.
Em um epílogo, Charly retornou à sua suposta identidade de Samantha Caine, movendo-se com Caitlin e Hal para uma remota fazenda e recusando uma oferta do presidente dos Estados Unidos para se juntar à CIA. Mitch gosta da publicidade atraída por seu papel na crise e é entrevistado por Larry King na televisão sobre Perkins, que foi indiciado por traição.

## Elenco
- Geena Davis .... Samantha Caine / Charly Baltimore
- Samuel L. Jackson .... Mitch Henessey
- Patrick Melahide .... Leland Perkins
- Craig Bierko .... Timothy
- Brian Cox .... Dr. Nathan Waldman
- David Morse .... Luke / Daedalus
- G.D. Spradlin .... Presidente
- Tom Amandes .... Hal
- Yvonne Zima .... Caitlin Caine
- Melina Kanakaredes .... Trin
- Alan North .... Earl
- Larry King .... ele mesmo
- Joseph McKenna .... Jack Caolho
- Dan Warry-Smith .... Raymond
- Edwin Hodge .... Todd Henessey
- Gladys O'Connor .... Alice Waldman